# Golden Globe Award/Bester Nachwuchsdarsteller
Golden Globe Award: Bester Nachwuchsdarsteller
Gewinner und Nominierte in der Kategorie Bester Nachwuchsdarsteller (New Star Of The Year – Actor), die von 1948 bis 1983 die herausragendsten Schauspielleistungen des vergangenen Kalenderjahres prämierte. Unter den Preisträgern und Nominierten sind so bekannte Namen wie die späteren Oscar-Gewinner Paul Newman, George C. Scott, Jon Voight, Dustin Hoffman oder Ben Kingsley vertreten. Zwei Nominierungen konnte nur der US-Amerikaner Michael Callan (1960 und 1961) für sich verbuchen. 1957 wurde einmalig separat ein Preis für den besten ausländischen Nachwuchsdarsteller (New Foreign Star Of The Year – Actor) verliehen, den der Franzose Jacques Bergerac gewann.
1970 war erstmals ein Schauspieler aus dem deutschsprachigen Raum unter den Nominierten: Helmut Berger (Die Verdammten) verlor die Trophäe an den später Oscar-nominierten Jon Voight (Asphalt-Cowboy). Ihm folgte 1977 der Sieg Arnold Schwarzeneggers (Mr. Universum).
Die unten aufgeführten Filme werden mit ihrem deutschen Verleihtitel (sofern ermittelbar) angegeben, danach folgt in Klammern in kursiver Schrift der fremdsprachige Originaltitel. Die Nennung des Originaltitels entfällt, wenn deutscher und fremdsprachiger Filmtitel identisch sind. Die Gewinner stehen hervorgehoben an erster Stelle.

## 1940er Jahre
1948
Richard Widmark – Der Todeskuß (Kiss of Death)

1949
Preis nicht vergeben

## 1950er Jahre
1950
Richard Todd – Gezählte Stunden (The Hasty Heart)
- Juano Hernández – Griff in den Staub (Intruder in the Dust)

1951
Gene Nelson – Bezaubernde Frau (Tea for Two)

1952
Kevin McCarthy – Der Tod eines Handlungsreisenden (Death of a Salesman)

1953
Richard Burton – Meine Cousine Rachel (My Cousin Rachel)
- Aldo Ray – Pat und Mike (Pat and Mike)
- Robert Wagner – Liebe, Pauken und Trompeten (Stars and Stripes Forever)

1954
Richard Egan – The Glory Brigade und The Kid from Left Field

Steve Forrest – Ein Herz aus Gold (So Big)

Hugh O’Brian – Der Mann vom Alamo (The Man from the Alamo)
- Steve Forrest – The Kid from Left Field

1955
Joe Adams – Carmen Jones

George Nader – Die Nacht der Rache (Four Guns to the Border)

Jeff Richards – Eine Braut für sieben Brüder (Seven Brides for Seven Brothers)

1956
Ray Danton – Und morgen werd’ ich weinen (I'll Cry Tomorrow)

Russ Tamblyn – In Frisco vor Anker (Hit the Deck)

1957
John Kerr – Anders als die anderen (Tea and Sympathy)

Paul Newman – Der silberne Kelch (The Silver Chalice)

Anthony Perkins – Lockende Versuchung (Friendly Persuasion)

1958
James Garner – Sayonara

John Saxon – Männer über Vierzig (This Happy Feeling)

Patrick Wayne – Der schwarze Falke (The Searchers)

1959
Bradford Dillman – Hölle, wo ist dein Schrecken (In Love and War)

John Gavin – Zeit zu leben und Zeit zu sterben (A Time To Love and A Time To Die)

Efrem Zimbalist, Jr. – Ihr Leben war ein Skandal (Too Much, Too Soon)
- David Ladd – Der stolze Rebell (The Proud Rebel)
- Ricky Nelson – Rio Bravo
- Ray Stricklyn – Ein Mann in den besten Jahren (10 North Frederick)

## 1960er Jahre
1960
Barry Coe – Das gibt’s nur in Amerika (A Private's Affair)

Troy Donahue – Die Sommerinsel (A Summer Place)

George Hamilton – Crime & Punishment, USA

James Shigeta – The Crimson Kimono
- Michael Callan – Menschen ohne Nerven (The Flying Fontaines)

1961
Michael Callan – Because They're Young

Mark Damon – Die Verfluchten (The Fall of the House of Usher)

Brett Halsey – Begierde im Staub (Desire in the Dust)

- Peter Falk – Unterwelt (Murder, Inc.)
- David Janssen – Aus der Hölle zur Ewigkeit (Hell to Eternity)
- Robert Vaughn – Die glorreichen Sieben (The Magnificent Seven)

1962
Warren Beatty – Fieber im Blut (Splendor in the Grass)

Bobby Darin – Happy-End im September (Come September)

- Richard Beymer – West Side Story
- George Chakiris – West Side Story
- George C. Scott – Haie der Großstadt (The Hustler)

1963
Keir Dullea – David und Lisa (David and Lisa)

Peter O’Toole – Lawrence von Arabien (Lawrence of Arabia)

Omar Sharif – Lawrence von Arabien (Lawrence of Arabia)

Terence Stamp – Die Verdammten der Meere (Billy Budd)

- Paul Wallace – Gypsy – Königin der Nacht (Gypsy)

1964
Albert Finney – Tom Jones – Zwischen Bett und Galgen (Tom Jones)

Stathis Giallelis – Die Unbezwingbaren (America, America)

Robert Walker, Jr. – Frühstück in der Todeszelle (The Ceremony)
- Alain Delon – Der Leopard (Il Gattopardo)
- Peter Fonda – Die Sieger (The Victors)
- Larry Tucker – Schock-Korridor (Shock Corridor)

1965
Harve Presnell – Goldgräber-Molly (The Unsinkable Molly Brown)

George Segal – Assistenzärzte (The New Interns)

Chaim Topol – Sallah – oder: Tausche Tochter gegen Wohnung (Sallah)

1966
Robert Redford – Verdammte, süße Welt (Inside Daisy Clover)
- Ian Bannen – Der Flug des Phoenix (The Flight of the Phoenix)
- James Caan – Lady in a Cage
- James Fox – Die tollkühnen Männer in ihren fliegenden Kisten (Those Magnificent Men in Their Flying Machines)
- Tom Nardini – Cat Ballou – Hängen sollst du in Wyoming (Cat Ballou)

1967
James Farentino – The Pad and How to Use It
- Alan Arkin – Die Russen kommen! Die Russen kommen! (The Russians Are Coming, The Russians Are Coming)
- Alan Bates – Georgy Girl
- John Phillip Law – Die Russen kommen! Die Russen kommen! (The Russians Are Coming, The Russians Are Coming)
- Antonio Sábato – Grand Prix

1968
Dustin Hoffman – Die Reifeprüfung (The Graduate)
- Oded Kotler – Shlosha Yamim Veyeled
- Franco Nero – Camelot – Am Hofe König Arthurs (Camelot)
- Michael J. Pollard – Bonnie und Clyde (Bonnie and Clyde)
- Tommy Steele – Der glücklichste Millionär (The Happiest Millionaire)

1969
Leonard Whiting – Romeo und Julia (Romeo and Juliet)
- Alan Alda – Papierlöwe (Paper Lion)
- Daniel Massey – Star!
- Michael Sarrazin – Die wilden Jahre (The Sweet Ride)
- Jack Wild – Oliver (Oliver!)

## 1970er Jahre
1970
Jon Voight – Asphalt-Cowboy (Midnight Cowboy)
- Helmut Berger – Die Verdammten (La caduta degli dei)
- Glen Campbell – Der Marshal (True Grit)
- Michael Douglas – Hail, Hero!
- George Lazenby – Im Geheimdienst Ihrer Majestät (On Her Majesty's Secret Service)

1971
James Earl Jones – Die große weiße Hoffnung (The Great White Hope)
- Assi Dayan – Versprechen in der Dämmerung (Promise At Dawn)
- Frank Langella – Tagebuch eines Ehebruchs (Diary of a Mad Housewife)
- Joe Namath – Norwood
- Kenneth Nelson – Die Harten und die Zarten (The Boys in the Band)

1972
Desi Arnaz, Jr. – Red Sky At Morning
- Tom Baker – Nikolaus und Alexandra (Nicholas and Alexandra)
- Timothy Bottoms – Johnny zieht in den Krieg (Johnny Got His Gun)
- Gary Grimes – Sommer ’42 (Summer of '42)
- Richard Roundtree – Shaft
- John Sarno – Ticket zum Himmel (The Seven Minutes)

1973
Edward Albert – Schmetterlinge sind frei (Butterflies Are Free)
- Frederic Forrest – Die Legende vom Killer Tom (When the Legends Die)
- Kevin Hooks – Das Jahr ohne Vater (Sounder)
- Michael Sacks – Schlachthof 5 (Slaughterhouse Five)
- Simon Ward – Der junge Löwe (Young Winston)

1974
Paul Le Mat – American Graffiti
- Carl Anderson – Jesus Christ Superstar
- Robby Benson – Jeremy
- Kirk Calloway – Zapfenstreich (Cinderella Liberty)
- Ted Neeley – Jesus Christ Superstar

1975
Joseph Bottoms – Die Weltumseglung (The Dove)
- James Hampton – Die härteste Meile (The Longest Yard)
- Lee Strasberg – Der Pate – Teil II (The Godfather Part II)
- Steven Warner – Der kleine Prinz (The Little Prince)
- Sam Waterston – Der große Gatsby (The Great Gatsby)

1976
Brad Dourif – Einer flog über das Kuckucksnest (One Flew Over the Cuckoo’s Nest)
- Roger Daltrey – Tommy
- Jeffrey Lynas – Geliebte Lügen (Lies My Father Told Me)
- Chris Sarandon – Hundstage (Dog Day Afternoon)
- Ben Vereen – Funny Lady

1977
Arnold Schwarzenegger – Mr. Universum (Stay Hungry)
- Lenny Baker – Ein Haar in der Suppe (Next Stop, Greenwich Village)
- Truman Capote – Eine Leiche zum Dessert (Murder By Death)
- Jonathan Kahn – Der Weg allen Fleisches (The Sailor Who Fell from Grace with the Sea)
- Harvey Stephens – Das Omen (The Omen)

1978
Preis nicht vergeben

1979
Brad Davis – 12 Uhr nachts – Midnight Express (Midnight Express)
- Chevy Chase – Eine ganz krumme Tour (Foul Play)
- Harry Hamlin – Movie Movie (Movie, Movie)
- Doug McKeon – Solo mit Trompete (Uncle Joe Shannon)
- Eric Roberts – König der Zigeuner (King of the Gypsies)

## 1980er Jahre
1980
Rick Schroder – Der Champ (The Champ)
- Dennis Christopher – Vier irre Typen – Wir schaffen alle, uns schafft keiner (Breaking Away)
- Justin Henry – Kramer gegen Kramer (Kramer vs. Kramer)
- Dean Paul Martin – Spiel mit der Liebe (Players)
- Treat Williams – Hair

1981
Timothy Hutton – Eine ganz normale Familie (Ordinary People)
- Christopher Atkins – Die blaue Lagune (The Blue Lagoon)
- William Hurt – Der Höllentrip (Altered States)
- Michael O’Keefe – Der große Santini (The Great Santini)
- Steve Railsback – Der lange Tod des Stuntman Cameron (The Stunt Man)

1982
Preis nicht vergeben

1983
Ben Kingsley – Gandhi
- David Keith – Ein Offizier und Gentleman (An Officer and a Gentleman)
- Kevin Kline – Sophies Entscheidung (Sophie's Choice)
- Eddie Murphy – Nur 48 Stunden (48 HRS.)
- Henry Thomas – E. T. – Der Außerirdische (E. T.: The Extra-Terrestrial)